# Charity Shield (rugby)
La Charity Shield (en español Escudo de caridad) es una competencia anual de rugby organizado por la Scottish Rugby Union y disputada entre los clubes campeones de la Liga y Copa de Escocia.
El actual campeón es Stirling County RFC que venció 28-26 a Melrose RFC el 25 de agosto de 2018.

## Formato
El partido es disputado en un partido único entre el campeón de la Premiership y la Copa de Escocia, el equipo local es el ganador de la Liga.

## Ediciones
| Temporada | Campeón             | Resultado | Subcampeón          |
| --------- | ------------------- | --------- | ------------------- |
| 2014-15   | Heriot's Rugby Club | 36 – 28   | Melrose RFC         |
| 2015-16   | Heriot's Rugby Club | 28 – 25   | Boroughmuir RFC     |
| 2016-17   | Melrose RFC         | 36 – 7    | Heriot's Rugby Club |
| 2017-18   | Melrose RFC         | 44 – 31   | Ayr RFC             |
| 2018-19   | Stirling County RFC | 28 – 26   | Melrose RFC         |

## Palmarés
| Equipo              | Títulos | Subcampeonatos |
| ------------------- | ------- | -------------- |
| Melrose RFC         | 2       | 2              |
| Heriot's Rugby Club | 2       | 1              |
| Stirling County RFC | 1       |                |
| Ayr RFC             |         | 1              |
| Boroughmuir RFC     |         | 1              |